# Gabriela Zamišková
Gabriela Zamišková –nacida como Gabriela Brosková– (Liptovský Mikuláš, 18 de diciembre de 1973) es una deportista eslovaca que compitió en piragüismo en la modalidad de eslalon. Ganó tres medallas en el Campeonato Europeo de Piragüismo en Eslalon entre los años 2000 y 2005.

## Palmarés internacional
| Campeonato Europeo | Campeonato Europeo      | Campeonato Europeo | Campeonato Europeo |
| Año                | Lugar                   | Medalla            | Competición        |
| ------------------ | ----------------------- | ------------------ | ------------------ |
| 2000               | Mezzana (Italia)        | Medalla de oro     | K1 por equipos     |
| 2002               | Bratislava (Eslovaquia) | Medalla de plata   | K1 por equipos     |
| 2005               | Tacen (Eslovenia)       | Medalla de oro     | K1 por equipos     |